# 集贤路街道
集贤路街道，是中华人民共和国安徽省安庆市大观区下辖的一个乡镇级行政单位。

## 行政区划
集贤路街道下辖以下地区：
南庄岭社区、高花社区、棋杆社区、工农社区和碟子塘社区。